# Ostrogotho
Ostrogotho (* um 480; † vor 516) war eine Tochter von Theoderich dem Großen und die Ehefrau des Burgundenkönigs Sigismund.
Ostrogotho war die Tochter einer namentlich nicht bekannten Frau, die vom Geschichtsschreiber Jordanes als Theoderichs Konkubine, vom Anonymus Valesianus als dessen Gattin bezeichnet wird. Jordanes erwähnt auch eine Schwester namens Theudigotho. Beide sollen während des Aufenthalts Theoderichs in Mösien (also vor 489) gezeugt worden sein.
Ostrogotho wurde in Konstantinopel vermutlich auf den Namen Ariadne oder Ariagne getauft, nach Ariadne, der Frau des oströmischen Kaisers Zenon. Wohl zur Unterscheidung von dieser wurde sie Ostrogotho („Ostgotin“) genannt und dieser Beiname überlagerte schließlich den eigentlichen Namen. 
Ostrogotho und ihre Schwester begleiteten Theoderich auf der Fahrt nach Konstantinopel und seinem Zug nach Italien. Während der Kämpfe gegen Odoaker ließ der Vater sie in Ticinum. Als Theoderich seine Herrschaft in Italien gefestigt hatte, verheiratete er Ostrogotho 494 aus bündnispolitischen Gründen mit Sigismund, dem Sohn des Burgundenkönigs Gundobad. Aus dieser Ehe stammten mindestens zwei Kinder, nämlich Sigrich und eine Tochter, vermutlich die 516 oder 517 zusammen mit Sigrich katholisch getaufte Suavegotho. Diese war verheiratet mit dem Frankenkönig Theuderich. 
Sigrich wurde 522 auf Befehl seines Vaters erdrosselt. Dessen zweite Frau, die er nach Ostrogothos Tod geheiratet hatte, hatte ihn davon überzeugt, dass Sigrich ihn stürzen wollte. 